# Eduard von Valentini
Heinrich Simon Eduard von Valentini (* 4. Oktober 1818 in Eulenburg, Kreis Neustettin; † 9. Dezember 1890 in Kassel) war ein preußischer Generalleutnant.

## Leben

### Herkunft
Eduard war ein Sohn des preußischen Hauptmanns a. D. und Gutsbesitzers Ludwig von Valentini (1790–1832) und dessen Ehefrau Karoline, geborene von Lüderitz. Sein Vater hatte während der Befreiungskriege im Lützowschen Freikorps gekämpft.

### Werdegang
Nach seiner Erziehung im elterlichen Hause besuchte Valentini die Kadettenhäuser in Potsdam und Berlin. Anschließend wurde er am 18. August 1836 als Sekondeleutnant dem 14. Infanterie-Regiment der Preußischen Armee überwiesen. Zur weiteren Ausbildung absolvierte er von Oktober 1841 bis April 1844 die Allgemeine Kriegsschule und war anschließend bis zum 1. Mai 1851 Adjutant des Füsilier-Bataillons. Zugleich wurde Valentini vom 1. September 1849 bis zum 1. Juli 1850 als stellvertretender Regimentsadjutant verwendet und stieg Mitte Juli 1851 zum Premierleutnant auf. 1854 erfolgte seine Kommandierung als Kompanieführer zum Landwehrbataillon Gnesen und Bromberg. In dieser Eigenschaft avancierte er am 10. Februar 1855 zum Hauptmann. Im Jahr darauf kehrte Valentini zu seinem Stammregiment zurück und wurde Mitte Oktober 1857 zum Kompaniechef ernannt. Am 27. März 1858 erfolgte seine Versetzung in das 28. Infanterie-Regiment und am 1. Juli 1860 unter Beförderung zum Major in das 3. Thüringische Infanterie-Regiment Nr. 71. Dort wurde er am 6. September 1860 zum Kommandeur des Füsilier-Bataillons ernannt und am 18. Juni 1865 zum Oberstleutnant befördert. In dieser Eigenschaft nahm Valentini 1866 während des Krieges gegen Österreich am Gefecht bei Langenbruck sowie den Schlachten bei Podol und Münchengrätz teil. Bei Königgrätz wurde er durch einen Granatsplitter am Kopf schwer, und durch einen Gewehrschuss an der linken Hand leicht verwundet.
Ausgezeichnet mit dem Roten Adlerorden IV. Klasse mit Schwertern wurde Valentini nach dem Krieg am 30. Oktober 1866 zum Oberst befördert und zum Kommandeur des neuerrichteten Infanterie-Regiments Nr. 79 ernannt. Seinen Verband führte er 1870/71 im Krieg gegen Frankreich in den Schlachten bei Vionville, Gravelotte, Noisseville, Beaune-la-Rolande und Le Mans sowie den Gefechten bei La Maxe, Malcoy, Maizières, Vendôme, Montoire, la Chartre, Chahsignes und der Belagerung von Metz. Zeitweise war er zugleich vom 23. Oktober 1870 und bis zum 18. Februar 1871 sowie vom 11. Mai bis 6. Juni 1871 Führer der mobilen 39. Infanterie-Brigade. Für sein Verhalten verlieh man ihm beide Klassen des Eisernen Kreuzes sowie das Mecklenburgische Militärverdienstkreuz II. Klasse. Unter Stellung à la suite seines Regiments wurde Valentini nach dem Frieden von Frankfurt am 3. Juni 1871 als Kommandeur der 1. Infanterie-Brigade nach Königsberg versetzt und Mitte August 1871 zum Generalmajor befördert. Daran schloss sich am 13. April 1872 eine Verwendung als Kommandeur der 59. Infanterie-Brigade in Metz an. Am 12. März 1874 nahm er unter Verleihung des Roten Adlerordens II. Klasse mit Eichenlaub und Schwertern am Ringe seinen Abschied mit Pension und wurde am 15. Dezember 1874 mit Pension zur Disposition gestellt.
Er starb am 9. Dezember 1890 an einem Gehirnschlag und Lungenlähmung in Kassel.
Der General von Fransecky schrieb 1874 in seiner Beurteilung: „Es wird mir schwer – im Hinblick auf die guten Dienste, welche dieser General in seinen früheren Stellungen geleistet, im Hinblick auf seine ehrenvolle Verwundung und auf seine guten Eigenschaften sowohl als Soldat wie als Mensch und im Hinblick endlich auf seine vermögenslose Lage bei zahlreicher Familie – aussprechen zu müssen, daß in den Generalmajor von Valentini nicht mehr für felddienstfähig zu erachten und auch seiner Verwendung als Kommandant nur für eine solche Festung das Wort zu reden vermag, welche ihrem Umfang nach nicht große Forderungen an seine körperliche Leistungsfähigkeit stellt, ihrer klimatischen Lage aber seinem speziellen Leiden Rechnung trägt.“

### Familie
Valentini heiratete am 11. Mai 1856 in Bromberg Maria Bahr (1828–1859), eine Tochter des Generalmajors Wilhelm Theodor Bahr. Nach ihrem frühen Tod heiratete er am 21. September 1861 in Erfurt Marie Gynz von Rekowski (1841–1917), eine Tochter des Oberst Fedor Julius Leo Gynz von Rekowski (1812–1867).